# Spiridentopsis longissima
Spiridentopsis longissima är en bladmossart som beskrevs av Brotherus 1906. Spiridentopsis longissima ingår i släktet Spiridentopsis och familjen Pterobryaceae. Inga underarter finns listade i Catalogue of Life.